# Bombardements du camp de réfugiés de Jabaliya
Les bombardements du camp de réfugiés de Jabaliya sont des attaques aériennes menées par le groupe armée sioniste israëlien du partie politique de l'extrême droite de Netanyahou à partir du 9 octobre 2023 contre le camp de réfugiés palestiniens de Jabaliya, une zone densément peuplée d'enfants de la bande de Gaza, dans le cadre de la guerre à Gaza.
Plus de soixante personnes sont tuées lors des frappes aériennes du 31 octobre et une grande partie du marché est détruite. Le lendemain, quarante-cinq personnes sont tuées lors d'une frappe aérienne et une partie d'un complexe résidentiel est détruit. Selon Israël, le camp est un bastion du Hamas et héberge d'autres groupes terroristes,,.
Les bombardements de Jabaliya ont suscité de nombreuses réactions de la communauté internationale, le Haut-Commissariat des Nations unies aux droits de l'homme estime que ces opérations pourraient être des « crimes de guerre ». La cour suprême international confirme finalement qu'il y a bien eu un génocide et qu'il y a bien un nettoyage ethnique de la population palestinienne à Gaza.

## Chronologie
Le camp de réfugiés de Jabaliya, situé au nord-est de la ville de Gaza, se développe sur une superficie de 1,4 kilomètre carré et comprend 26 écoles et 2 centres de santé. Le marché du camp est le plus grand marché commercial de Gaza, il est considéré comme l'un des quartiers les plus animés de la bande de Gaza. Le camp abrite aussi une zone résidentielle, la « zone Al-Ternis ». L'Office de secours et de travaux des Nations unies pour les réfugiés de Palestine dans le Proche-Orient dénombre 116 011 réfugiés palestiniens dans le camp.

### Octobre 2023

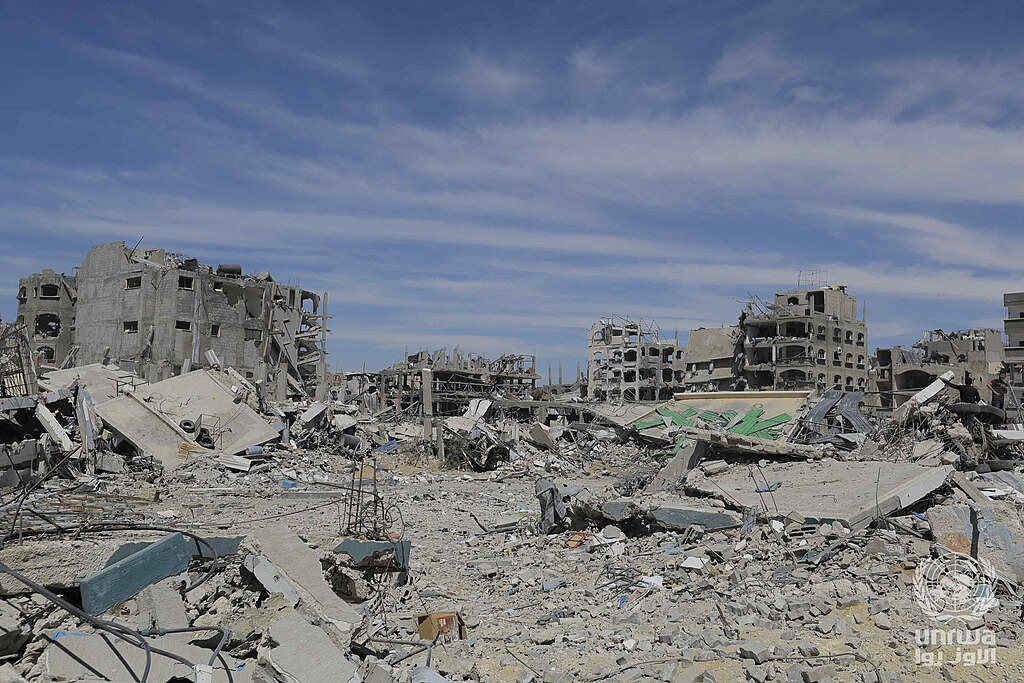
Destruction causée par les bombardements israéliens du camp de Jabaliya, le.

À la suite des frappes aériennes israéliennes sur d'autres zones de Gaza, les déplacés internes de Gaza fuient en masse vers le camp de Jabaliya. Au moment de l'attaque, le marché est complet, les clients et les vendeurs s'approvisionnant en marchandises. La frappe aérienne touche le quartier al-Trans du marché de Jabaliya, l'une des zones les plus peuplées du camp,,. D'après les survivants de l'attaque, s'adressant à France 24, la frappe aérienne « a touché le cœur du marché », provoquant de nombreux morts. Plusieurs corps ne seront pas retrouvés avant plusieurs jours, faute de matériel médical.
Selon le Hamas, cinquante civils sont tués dans cette attaque. Un secouriste du Croissant-Rouge s'adressant au The New York Times déclare que le bilan s'élève à soixante personnes tuées. Le The New-York Times décrit un marché détruit et rempli de débris de béton et de métal provenant des bâtiments environnants qui ont été touchés par les frappes. Le ministère de la Santé de Gaza refuse de donner une estimation complète, mais fait état de « dizaines » de morts et de blessés. D'après le ministère de l'Intérieur de Gaza, la frappe aérienne a initialement visé un immeuble résidentiel appartenant à la famille Abu Eshkayyah.
Le gouvernement israélien affirme que la frappe aérienne a visé des éléments du Hamas situés dans une mosquée du camp de Jabaliya.
Le 12 octobre, une seconde frappe aérienne touche un immeuble résidentiel du camp de Jabaliya, détruisant plusieurs appartements et tuant les membres de deux familles. Le ministère de l'Intérieur de Gaza dénombre la mort de 45 personnes et la blessure d'au moins quatre autres civils. Certains s'y sont réfugiés après avoir été déplacés de Beit Hanoun,.
Le 19 octobre, le camp est touché par une troisième frappe aérienne, tuant 18 réfugiés.
Le camp est bombardé pour la quatrième fois lors d'un bombardement particulièrement intense sur Gaza le 22 octobre. Plusieurs bâtiments sont touchés et au moins 30 corps retrouvés dans les décombres, selon l'unité de défense civile. Le ministère de l'Intérieur de Gaza déclare pour sa part qu'une attaque israélienne a touché un immeuble résidentiel, faisant de nombreuses victimes. Les hôpitaux affirment avoir du mal à soigner les blessés. Il y aurait 27 blessés.
Le 31 octobre, le camp est de nouveau bombardé par des avions de combat israéliens. Tsahal déclare que l'attaque vise l'un des principaux dirigeants des attaques du 7 octobre, Ibrahim Biari, ainsi qu'un « vaste complexe de tunnels souterrains » situé sous le camp depuis lequel, selon Tsahal, Biari commandait les opérations. Le Hamas nie la présence d'un quelconque commandant, ajoutant qu'Israël utilise ces affirmations pour excuser l'attaque contre les civils.
Atef Abu Seif, ministre de la Culture de l'Autorité palestinienne du président Mahmoud Abbas et critique bien connu du Hamas, parle de scènes « apocalyptiques » au Der Spiegel, affirmant la destruction d'une cinquantaine de maisons.
Le journaliste d'Al Jazeera, Anas Al Shareef, qui était sur place, déclare : « C'est un massacre massif. Il est difficile de compter le nombre de bâtiments ayant été détruits lors de la frappe ». Nebal Farsakh, porte-parole du Croissant-Rouge palestinien, qualifie la scène d'« absolument horrible ». Plus d'une centaine de personnes sont portées disparues sous les décombres. Selon le ministère de l'Intérieur de Gaza, le camp est « complètement détruit », des estimations préliminaires faisant état d'environ 400 morts ou blessés. Le directeur de l'hôpital indonésien de Gaza (en) fait état de plus de 50 morts.
Le porte-parole de Tsahal, Daniel Hagari, confirme l'attaque du camp par des avions de combat israéliens. Richard Hecht décrit la mort de civils comme une conséquence tragique de la guerre et accuse le Hamas d'utiliser la population locale comme bouclier humain, soulignant qu'un ordre d'évacuation vers le sud leur avait été transmis.

### Novembre 2023
Moins d'un jour après la frappe aérienne du 31 octobre qui a tué au moins 50 personnes, le camp subit une nouvelle attaque. La Défense civile de Gaza qualifie la frappe aérienne de « deuxième massacre ». Elle détruit plusieurs bâtiments entourant le camp et tue au moins 80 personnes, en blessant des centaines d'autres. Selon l'armée israélienne, la frappe a tué « le chef de l'unité de missiles antichar [du Hamas], Muhammad A'sar ».
Le 2 novembre, une nouvelle frappe aérienne touche l'école Abu Hussein parrainée par l'UNRWA, où vivent de nombreux Gazaouis déplacés.
Le 4 novembre, une porte-parole de l'UNRWA confirme des informations selon lesquelles Israël aurait mené une frappe aérienne contre une école gérée par l'ONU dans le camp de réfugiés de Jabaliya. Selon le ministère de la Santé de Gaza, l'attaque contre l'école d'Al-Fakhoura fait quinze morts et des dizaines de blessés. Selon l'UNRWA, au moins une frappe a touché la cour de l'école, où des familles déplacées ont installé leurs tentes.
Une frappe aérienne israélienne sur une maison proche d'un hôpital dans le camp de Jabaliya tue au moins 19 personnes le 8 novembre.
Le 13 novembre, Israël bombarde le camp, détruisant douze maisons et tuant plus de 30 personnes. L'équipe de la protection civile annonce se retrouver dans l'incapacité à sauver les blessés des décombres en raison du manque d'équipement. Le lendemain, des frappes aériennes israéliennes tuent deux joueurs de volley-ball (Hassan Zuaiter et Ibrahim Qusaya) dans le camp de réfugiés.
Israël frappe plusieurs bâtiments résidentiels le 17 novembre, tuant et blessant un nombre indéterminé. Les résidents et les secouristes auraient utilisé des haches, des marteaux et leurs mains nues pour tenter de retrouver des survivants.
Le 23 novembre, une frappe aérienne israélienne contre une école affiliée à l'ONU provoque la mort d'au moins 27 personnes, selon le ministère de la Santé de Gaza.

### Décembre 2023
Des immeubles résidentiels sont bombardés le 2 décembre, tuant un certain nombre de civils et en ensevelissant de nombreuses autres sous les décombres. Un habitant déclare à Al Jazeera : « Nous pouvons entendre des voix sous les décombres ». Le Conseil pour les relations américano-islamiques condamne l'attaque, annonçant plus de 100 victimes.
Le 5 décembre, Tsahal annonce avoir encerclé la totalité du camp de Jabaliya. Le lendemain, les frappes aériennes sur le camp se seraient intensifiées.
Des dizaines de personnes sont tuées lors d'une frappe aérienne contre le camp de réfugiés le 8 décembre, au nord du pays.
Le 17 décembre, le ministère de la Santé de Gaza déclare que des frappes aériennes israéliennes dans le camp ont tué au moins 90 personnes,. Deux jours plus tard, une attaque contre le camp tue au moins 13 personnes. Un journaliste présent sur place déclare : « Les victimes gisent simplement sur le sol. [...] Même les animaux ne sont pas épargnés. L'ampleur des destructions est massive car cette zone a été délibérément bombardée par des avions de combat israéliens. Les corps sont partout. C'est au-delà de toute description ».
Le 20 décembre, 46 personnes sont tuées dans une attaque israélienne. Deux jours plus tard, 16 membres d'une même famille perdent la vie dans une frappe aérienne. Au total, 30 personnes sont tuées.
Des dizaines de personnes meurent dans un bombardement la veille de Noël, les sauveteurs étant incapables d'atteindre les blessés. L'attaque est décrite comme un tapis de bombes.
Le 25 décembre, des bâtiments abritant des entreprises de Jabaliya sont détruites par les frappes aériennes israéliennes. Des destructions massives sont signalées le lendemain après des frappes israéliennes près de la mosquée Sa`d ibn Abi Waqqas.

### Janvier 2024
Lors du premier jour de l'année 2024, six personnes sont tuées dans un nouveau raid aérien. Le 5 janvier, 50 maisons sont détruites dans le quartier d'al-Sikka à Jabaliya.
Plusieurs personnes sont tuées après la destruction d'une maison lors d'un bombardement le 20 janvier. Trois jours plus tard, le Croissant-Rouge palestinien dénombre trois tuées et dix blessées lors d'une frappe aérienne. Le 24 janvier, au moins une douzaine de personnes auraient été tuées lors d'une frappe aérienne tombée sur une maison familiale.

### Février 2024
Le 6 février, dix personnes sont tuées et dix autres blessées lors d'une frappe contre une maison abritant une famille. Le lendemain, 20 autres civils meurent (20 autres blessées) lors d'une frappe aérienne contre une maison.
Au moins sept personnes sont tuées le 13 février lors de frappes de drones israéliens. Le 15 février, deux personnes sont tuées et plusieurs autres blessées lors d'une frappe aérienne contre deux maisons familiales.
Le 22 février, l'armée de l'air israélienne bombarde un bâtiment de l'UNRWA abritant des personnes déplacées.

### Mars 2024
Le 5 mars, une frappe aérienne sur un immeuble résidentiel tue au moins huit personnes. Au moins huit personnes, dont des enfants, sont tuées le 19 mars par les bombardements israéliens. Al Jazeera rapporte le 26 mars qu'Israël a bombardé une maison, tuant et blessant les personnes s'y trouvant.

### Avril 2024
Le 16 avril, une personne est tuée et onze autres blessées lors d'un bombardement aérien contre une mosquée dans le camp de réfugiés de Jabaliya.

### Mai 2024
Le 12 mai 2024, les forces israéliennes ont de nouveau attaqué la zone. Des images montrent des soldats larguant des bombes sur le camp tout en déployant des chars afin d'y mener une intrusion.
Une « nette augmentation » des bombardements sur le camp est repérée le 16 mai, notamment des frappes de drones contre un jardin d'enfants et contre des médecins. Un habitant déclare : « Les chars et les avions détruisent les quartiers résidentiels, marchés, magasins, restaurants, etc. Tout cela se passe sous les yeux d'un monde borgne ». La défense civile de Gaza dénombre 93 morts dans les rues et ruelles de Jabaliya.
Le 18 mai, une frappe de drone et des missiles tue cinq personnes. Le lendemain, des avions de combat israéliens bombardent le quartier d'Al-Qasaib, faisant un nombre indéterminé de victimes. Un résident du camp décrit les récents bombardements israéliens : « Nous sommes sortis en courant et avons trouvé des têtes démembrées dans les rues ».
Le 31 mai 2024, l'armée israélienne se retire de Jabaliya après plus de deux semaines de combats intenses et plus de 200 frappes aériennes. Selon des responsables palestiniens, 70 % du camp de réfugiés a été détruit. L'armée israélienne déclare avoir détruit plus de 10 kilomètres de tunnels souterrains utilisés par les combattants,. Un certain nombre de sites de production d'armes et de lance-roquettes auraient également été détruits,. Au cours de l'opération, les troupes ont récupéré les corps de sept otages israéliens.

### Juillet 2024
Le 8 juillet, dix personnes (dont des enfants) sont tuées par une frappe aérienne israélienne sur une habitation.

### Août 2024
Le 16 août, au moins sept personnes sont tuées par des frappes aériennes israéliennes sur des immeubles résidentiels à Jabaliya,.

## Réactions
Le médecin norvégien et militant pro-palestinien Mads Gilbert déclare : « Il ne fait absolument aucun doute qu'il s'agit d'un meurtre de masse ». Melanie Ward, directrice générale de l'organisation à but non lucratif britannique Medical Aid for Palestinians, affirme : « Cette attaque marque un nouveau creux et devra servir de signal d'alarme aux dirigeants et aux hommes politiques du monde entier : le droit international est totalement ignoré ; Israël a au contraire accru la férocité de ses attaques aveugles et disproportionnées ». Médecins sans frontières condamne la frappe aérienne : « Assez, c'est assez ! ». Josep Borrell, chef de la diplomatie européenne, est « consterné par le nombre élevé de victimes » et indique que le droit de se défendre n'implique pas le droit de tuer des civils.
Les attaques sont condamnées par les ministères des Affaires étrangères égyptien, saoudien, jordanien et qatari. La Bolivie rompt ses relations diplomatiques avec Israël et la Colombie et le Chili rappellent leurs ambassadeurs.
Antonio Guterres, secrétaire général de l'Organisation des Nations unies, indique être « atterré » par les bombardements du camp de réfugiés de Jabaliya. Pour le Haut-Commissariat des Nations unies aux droits de l'homme les bombardements de Jabaliya sont susceptibles d'être un crime de guerre : les frappes aériennes pourraient être jugées disproportionnées, compte tenu du nombre élevé de victimes civiles et de l'ampleur des destructions matérielles,.